# Le Bignon-du-Maine
Le Bignon-du-Maine és un municipi francès situat al departament de Mayenne i a la regió de País del Loira. L'any 2007 tenia 362 habitants.

## Demografia

### Població
El 2007 la població de fet de Le Bignon-du-Maine era de 362 persones. Hi havia 100 famílies de les quals 16 eren unipersonals (12 homes vivint sols i 4 dones vivint soles), 36 parelles sense fills, 44 parelles amb fills i 4 famílies monoparentals amb fills.
La població ha evolucionat segons el següent gràfic:
Habitants censats

### Habitatges
El 2007 hi havia 125 habitatges, 107 eren l'habitatge principal de la família, 6 eren segones residències i 12 estaven desocupats. Tots els 123 habitatges eren cases. Dels 107 habitatges principals, 84 estaven ocupats pels seus propietaris i 23 estaven llogats i ocupats pels llogaters; 2 tenien una cambra, 4 en tenien dues, 11 en tenien tres, 29 en tenien quatre i 61 en tenien cinc o més. 71 habitatges disposaven pel capbaix d'una plaça de pàrquing. A 44 habitatges hi havia un automòbil i a 58 n'hi havia dos o més.

### Piràmide de població
La piràmide de població per edats i sexe el 2009 era:
| Homes | Edats   | Dones |
| ----- | ------- | ----- |
| 0     | 95 o +  | 0     |
| 0     | 90 a 94 | 4     |
| 0     | 85 a 89 | 0     |
| 4     | 80 a 84 | 0     |
| 0     | 75 a 79 | 4     |
| 0     | 70 a 74 | 4     |
| 12    | 65 a 69 | 0     |
| 8     | 60 a 64 | 8     |
| 4     | 55 a 59 | 8     |
| 4     | 50 a 54 | 8     |
| 12    | 45 a 49 | 4     |
| 16    | 40 a 44 | 12    |
| 8     | 35 a 39 | 16    |
| 12    | 30 a 34 | 12    |
| 12    | 25 a 29 | 16    |
| 8     | 20 a 24 | 0     |
| 16    | 15 a 19 | 24    |
| 8     | 10 a 14 | 8     |
| 16    | 5 a 9   | 16    |
| 16    | 0 a 4   | 12    |

## Economia
El 2007 la població en edat de treballar era de 213 persones, 176 eren actives i 37 eren inactives. De les 176 persones actives 167 estaven ocupades (89 homes i 78 dones) i 9 estaven aturades (7 homes i 2 dones). De les 37 persones inactives 7 estaven jubilades, 22 estaven estudiant i 8 estaven classificades com a «altres inactius».

### Ingressos
El 2009 a Le Bignon-du-Maine hi havia 113 unitats fiscals que integraven 348 persones, la mediana anual d'ingressos fiscals per persona era de 17.221 €.

### Activitats econòmiques
Dels 7 establiments que hi havia el 2007, 1 era d'una empresa de construcció, 1 d'una empresa de comerç i reparació d'automòbils, 4 d'empreses de serveis i 1 d'una empresa classificada com a «altres activitats de serveis».
L'únic servei als particulars que hi havia el 2009 era una fusteria.
L'any 2000 a Le Bignon-du-Maine hi havia 44 explotacions agrícoles que ocupaven un total de 1.403 hectàrees.

## Equipaments sanitaris i escolars
L'únic equipament sanitari que hi havia el 2009 era un hospital de tractaments de mitja durada (seguiment i rehabilitació).
El 2009 hi havia una escola elemental integrada dins d'un grup escolar amb les comunes properes formant una escola dispersa.

## Poblacions més properes
El següent diagrama mostra les poblacions més properes.